# Yokohama (Aomori)
Yokohama (jap. 横浜町 Yokohama-machi) – miasto w Japonii, na wyspie Honsiu, w prefekturze Aomori. Według danych na rok 2020 miejscowość zamieszkiwało 4 229 mieszkańców , a gęstość zaludnienia wyniosła 33,5 os./km².